# Ludwig Fischer (botaniker)
Ludwig Fischer, född 1828, död 1907, var en schweizisk botaniker.
Ludwig Fischer var professor vid universitetet i Bern 1863–1895 och utgav bland annat Taschenbuch der Flora von Bern (1855). Han var far till Eduard Fischer.